# Бисерка Кошарац
Бисерка Кошарац (15. март 1976, Крагујевац, СР Србија) је редовни професор Филозофском факултету Универзитета у Источном Сарајеву. 

## Биографија
Дипломирала је на Филозофском факултету Универзитета у Нишу 2001. године на студијском програму Социологија. Магистарску тезу под називом „Жене између рада и породице“ одбранила је на Филозофском факултету Универзитета у Источном Сарајеву 2007. године. Докторску дисертацију на тему „Однос породичне и радне сфере у савременом друштву“ одбранила је на истом факултету 2011. године. На Филозофском факултету Универзитета у Источном Сарајеву запослена је од 2002. године. 2016. године је изабрана је у звање ванредног професора, а 2022. године је изабрана у звање редовног професора.

## Издвојена библиографија
- Доминантне радне стратегије становника Источног Сарајева, Социолошки годишњак 7, 77–90, 2012
- Family Value System in Transformation: Case of Bosnia and Herzegovina, Italian Sociologial Review 11 (1), 1-18, 2021
- Ставови младих у Републици Српској о браку, породици и родитељству, Napredak 4 (1), 2023
- Social tyranny of the majority, tolerance of disinformation, and freedom of expression, Dezinformacija– Inspiracja – Społeczeństwo Social Cybersecurity, 97-120, 2022
- Огледи из социологије породице, Научно удружење Социолошки дискурс Бања Лука, 2021
- Mladi u Republici Srpskoj o tranziciji u odraslost: Stavovi i percepcije, Sociološki diskurs 10 (19), 27-41,	2020